# Sous emprise
Sous emprise is een Franse film uit 2022, geregisseerd door David M. Rosenthal. Het scenario is geïnspireerd op het waargebeurde verhaal van vrijduiker Francisco Ferreras en zijn vrouw Audrey Mestre die stierf tijdens een omstreden poging tot het wereldrecord duiken op -171 meter in 2002.

## Verhaal
Roxana, een jonge vrouw die zich aangetrokken voelt tot de duikwereld, valt onder de heerschappij van Pascal, een duiker die haar traint en manipuleert. Pascal brak verschillende no-limit snorkelrecords, maar mocht na een incident tijdens de beklimming niet verder. Vervolgens vraagt hij Roxana om te proberen het duikrecord te breken.

## Rolverdeling
| Acteur               | Personage |
| -------------------- | --------- |
| Camille Rowe         | Roxana    |
| Sofiane Zermani      | Pascal    |
| César Domboy         | Tom       |
| Laurent Fernandez    | Stéphane  |
| Zacharie Chasseriaud | Sasha     |
| Natalie Mitson       | Naomi     |
| Muriel Combeau       | Juliette  |

## Productie
De vrijduiker Stéphane Mifsud (houder van verschillende wereldrecords vrijduiken) nam deel aan de voorbereiding van de acteurs voor de duikscènes. De opnames vonden plaats in Parijs, La Ciotat, Porquerolles, Villefranche-sur-Mer, Guadeloupe en Brussel.

## Release
De film ging in première op 9 september 2022 op de streamingdienst Netflix.